# أسعد الشدودي
أسعد إبراهيم الشدودي (1826 - 1906) عالم رياضيات ولغوي وأكاديمي وشاعر عثماني لبناني. ولد في قرية عبيّة من قضاء عاليه. درّس في قريته وفي الكليّة الأميركية في بيروت، وغيرها من المدارس اللبنانية. وقد تولى تدريس الرياضيات في الكلية الأمريكية عام 1867 ثم تدريس العلوم الطبيعية فيها. اجتهد في تطويع اللغة العربية‌ للعلوم الحديثة، وايجاد المصطلحات لها. يعد من أعلام النهضة الحديثة، تتلمذ عليه عدد من رجال عصره، منهم: يعقوب صروف، وفارس نمر. له أشعار وعدة مؤلفات وترجمات.

## سيرته
ولد أسعد إبراهيم الشدودي في قرية‌ عبيه في عاليه سنة 1826 ونشأ بها. درس أولًا في مدرسة كفر شيما، ثم انتقل إلى مدرسة عبية الأمريكية، وبعدها أتم دراسته في الجامعة الأمريكية ببيروت.

اشتغل بالتدريس في المدرسة الداودية، ومدرسة سوق الغرب ومدرسة كفتين الإنجليزية والمدرسة البطريركية. يعد من أوائل المدرسين بالكلية السورية الإنجيلية ببيروت (الجامعة الأمريكية لاحقًا) حيث عمل بتدريس الرياضيات فيها سنة 1867 ثم الفلسفة الطبيعية. دخل الصحافة وعمل محررًا في جريدة «النشرة الأسبوعية»، وكتب في عدد من الصحف. وكان ناشطًا في النهضة العلمية.

توفي أسعد الشدودي في بيروت يوم 7 يونيو 1906  أو 25 مايو  أو 20 مايو.

## شعره
قال عنه إميل يعقوب «له شعر رائق تفنّن في نظمه منه حِكمّي، ومنه هزليّ.» وصفه معجم البابطين «شاعر عالم، أفادت قصيدته من تكوينه العلمي، نظم في عدد من الأغراض التقليدية إضافة إلى أغراض مرتبطة بالعلوم المختلفة التي أتقنها، فتشكل معجمه بمفردات ذات طابع علمي وديني، وعكست فلسفته، قصائده اتّسمت بأسلوب بسيط سهَّل حفظ ترانيمه وترديدها، ومنحها بعدًا روحيًا واضحة ملامحه. أرجوزته التي استمد أفكارها من العهد القديم أدخل في نظمها الحوار والتشخيص،وله قصائد هزلية تعتمد على السخرية والمبالغة وبخاصة الشينية التي وصف فيها سطو اللصوص على مطبخه.»  له أكثر من خمسين ترنيمة روحية يترنم بها الإنجيليون في الكنائس والمنازل.

## مؤلفاته
- «العروسة البديعة في علم الطبيعة»، 1873
- «أصداء التوراة»، ترجمة، 1890
- «خلاصة الفلسفة الطبيعية»، ترجمة، 1904
- «أرجوزة الحكيم للحكيم»، نظم فيها أمثال سليمان الحكيم